# Antidythemis trameiformis
Antidythemis trameiformis – gatunek ważki z rodziny ważkowatych (Libellulidae). Występuje na terenie Ameryki Południowej.